# إيفان وايت
إيفان وايت (5 يناير 1924 بأوكلاند في نيوزيلندا - 26 مارس 2009) هو لاعب كريكت روسي.

## وصلات خارجية
- إيفان وايت على موقع إي آس بي آن كريك إنفو (الإنجليزية)